# 1149 Volga

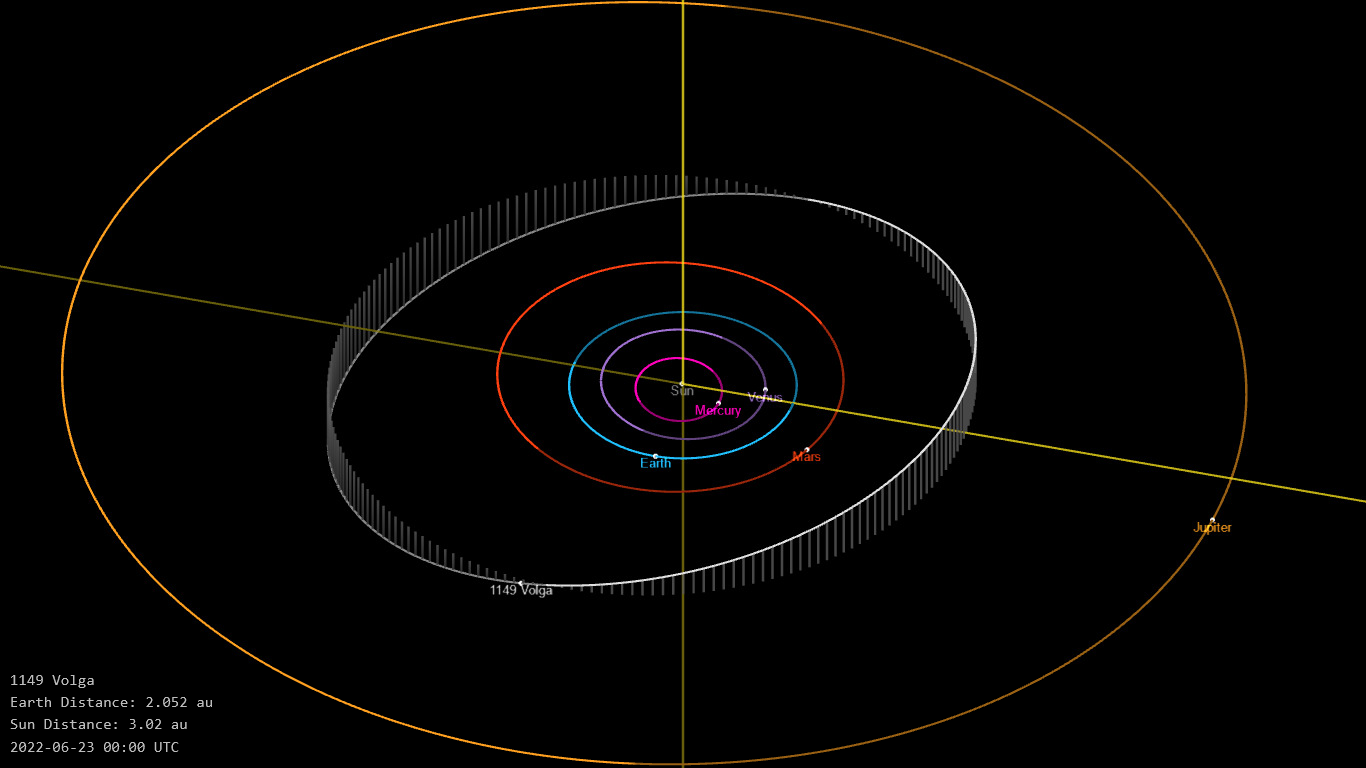
1149 Volga

Volga (asteróide 1149) é um asteróide da cintura principal com um diâmetro de 55,57 quilómetros, a 2,6181989 UA. Possui uma excentricidade de 0,0966383 e um período orbital de 1 802,21 dias (4,94 anos).
Volga tem uma velocidade orbital média de 17,49533497 km/s e uma inclinação de 11,74947º.
Esse asteróide foi descoberto em 1 de Agosto de 1929 por Evgenii Skvortsov.